# Каше, Давид
Давид Каше (чеш. David Kaše; род. 28 января 1997, Кадань) — чешский хоккеист, нападающий. В настоящее время играет за клуб чешской Экстралиги «Спарта» (Прага).

## Карьера

#### Клубная
Давид Каше начинал свою карьеру в Кадани. Позднее перебрался в клуб чешской Экстралиги «Пираты» из Хомутова. Дебютировал в Экстралиге в сезоне 2015/16.
Летом 2015 года был выбран на драфте НХЛ клубом «Филадельфия Флайерз» в 5 раунде под общим 128 номером. Отыграв еще 3 сезона в Европе  (два в Экстралиге за «Пиратов» и один в Швеции за клуб «Мура»), перед началом сезона 2018/19 Давид Каше перебрался за океан. Долгое время играл в АХЛ за фарм-клуб Филадельфии «Лихай Уэлли Фантомс».
11 декабря 2019 года дебютировал в НХЛ за «Филадельфию». 17 декабря, в своём 4-м матче, Давид Каше забил первый гол в НХЛ: шайба, заброшенная в ворота вратаря «Анахайм Дакс» Джона Гибсона стала победной для «Филадельфии». Давиду Каше так и не удалось закрепиться в НХЛ, после окончания сезона 2020/21 он вернулся в Чехию, подписав контракт с пражской «Спартой».

#### Сборная Чехии
Давид Каше постоянно играл за юниорские и молодежные сборные Чехии. Он был участником юниорского чемпионата мира в 2014 и 2015 годах, а также молодежных чемпионатов мира 2015, 2016 и 2017 годов. На чемпионате мира среди юниоров 2014 года завоевал серебряную медаль.
В сезоне 2017/18 дебютировал в составе основной сборной Чехии: провёл 4 матча, забил 2 гола.

## Статистика
Обновлено на конец сезона 2020/21
- Экстралига — 112 игр, 44 очка (13+31)
- Шведская лига — 49 игр, 26 очков (10+16)
- Первая чешская лига — 55 игр, 35 очков (17+18)
- АХЛ — 110 игр, 51 очко (18+33)
- НХЛ — 7 игр, 1 гол
- Сборная Чехии — 7 игр, 2 гола
- Всего за карьеру — 340 игр, 159 очков (61+98)

## Семья
Мать Камила. Отец Роберт Каше (23.05.1973 г.р.) — бывший хоккеист, выступавший в низших лигах Чехии и Германии, а ныне тренер, работавший с юниорами Хомутова и основной командой своего родного города «Кадань», выступающей в чешской первой хоккейной лиге.
Старший брат, Ондржей Каше — нападающий клуба «Бостон Брюинз».